# Riciîșce, Mlîniv
Riciîșce (în ucraineană Річище) este un sat în comuna Pitușkiv din raionul Mlîniv, regiunea Rivne, Ucraina.

## Demografie
Componența lingvistică a localității Riciîșce
     Ucraineană (100%)
Conform recensământului din 2001, toată populația localității Riciîșce era vorbitoare de ucraineană (100%).